# Crabot
CRABOT                              Fiecare dintre proeminențele frontale ale unui manșon sau ale unui disc, prin intermediul cărora se poate realiza antrenarea în mișcarea de rotație a doi arbori.